# 西藏圣宝缘地矿博物馆
西藏圣宝缘地矿博物馆位于西藏自治区拉萨市八一路世邦国际花园斜对面，是一家以地质矿产为主题的私人博物馆，也是西藏自治区第一家私人博物馆。

## 历史
2003年4月，该博物馆成立。该博物馆是西藏自治区首家私人开设的地矿博物馆，填补了西藏自治区没有私人博物馆的空白。2010年4月8日，该博物馆开始试营业。
该馆一楼大厅陈列各种宝石原矿石；二楼展厅展示天珠、绿松石、红珊瑚；三楼陈列厅展示唐卡、佛像、宗教艺术。该博物馆还出售各种相关商品。
2010年该博物馆试营业后，有自称拉萨本地居民的网友称该博物馆只允许游客入内，并且只向游客出售商品，而禁止拉萨本地人入内。该网友怀疑该博物馆内有问题。